# 시민통합당
시민통합당(市民統合黨, Citizens Unity Party)은 자유주의 성향의 시민단체 인사와 친노무현 세력이 주축이 되어 만들어진 대한민국의 민주당계 정당이다. 시민통합당은 민주당과의 신설합당을 목적으로 창당되었다.

## 창당 대회
기존의 체육관에서 열리던 창당대회에서 벗어나 복합문화공간인 플래툰 쿤스트할레(서울특별시 강남구 논현동 위치)에서 창당대회를 열었다.

## 야권 대통합
2011년 12월 11일 민주당에서 통합을 결의하자, 민주당과 한국노총, 시민통합당은 합당을 18일까지 하기로 합의했다.

## 대표단
- 당 대표
  - 이용선
- 상임대표
  - 김두관 (당시 경상남도지사)
  - 남윤인순 (내가꿈꾸는나라 공동준비위원장)
  - 문성근 (국민의명령 대표)
  - 문재인 (노무현재단 이사장)
  - 이용선 (전 시민사회단체연대회의 공동대표)
  - 이해찬 (시민주권 상임대표)